# Bohorodîțke, Troițke
Bohorodîțke (în ucraineană Богородицьке) este un sat în comuna Pokrovske din raionul Troițke, regiunea Luhansk, Ucraina.

## Demografie
Componența lingvistică a localității Bohorodîțke
     Rusă (100%)
Conform recensământului din 2001, toată populația localității Bohorodîțke era vorbitoare de rusă (100%).